# Sokolohrady
Sokolohrady (též Sokolov) je zaniklý hrad na stejnojmenném skalnatém ostrohu v nadmořské výšce 495 m n. m. v přírodní rezervaci Údolí Doubravy. Pozůstatky hradu se nacházejí na katastrálním území obce Dolní Sokolovec v okrese Havlíčkův Brod v Kraji Vysočina, tři kilometry východně od města Chotěboře.

## Historie
Hrad je poprvé připomínaný v roce 1404 se jmény loupeživých rytířů Jana z Chotělic a Pavla Hubenky ze Žíšova. Jan z Chotělic přitom vlastnil roku 1402 Střítež a v roce 1404 spolu se Zdeňkem Rohlíkem a Staškem krátce i Chotěboř. Hrad byl v roce 1407 obléhán královským vojskem, ale výsledek obležení není znám. Během následujících let byl hrad zpustošen. V roce 1437 připadl jako odúmrť králi a v roce 1456 se hovoří už jen o hradišti zvaném Sokolov.[zdroj?]

## Stavební podoba
Z hradu nezůstalo téměř nic. Je patrné, že měl trojúhelníkový tvar a pětibokou věž. Hrad byl chráněn 1,6 m silnou hradbou a asi 20 m širokým příkopem, předhradí pak dalším příkopem širokým 7–8 m a hlubokým 2,5 m. [zdroj?]

## Zajímavosti
Na Sokolohradech se nachází turistická vyhlídka poskytující pohled do údolí Doubravy. Na protější straně údolí se pak nachází vyhlídka Čertův stolek. Na skále pod Sokolohrady je umístěna pamětní deska připomínající básníka Františka Boštíka.
Pověst o blízké Mikšově jámě hovoří o loupeživém rytíři Mikešovi, kterého pokořil Jan Kokot ze Sobíňova.[zdroj?]

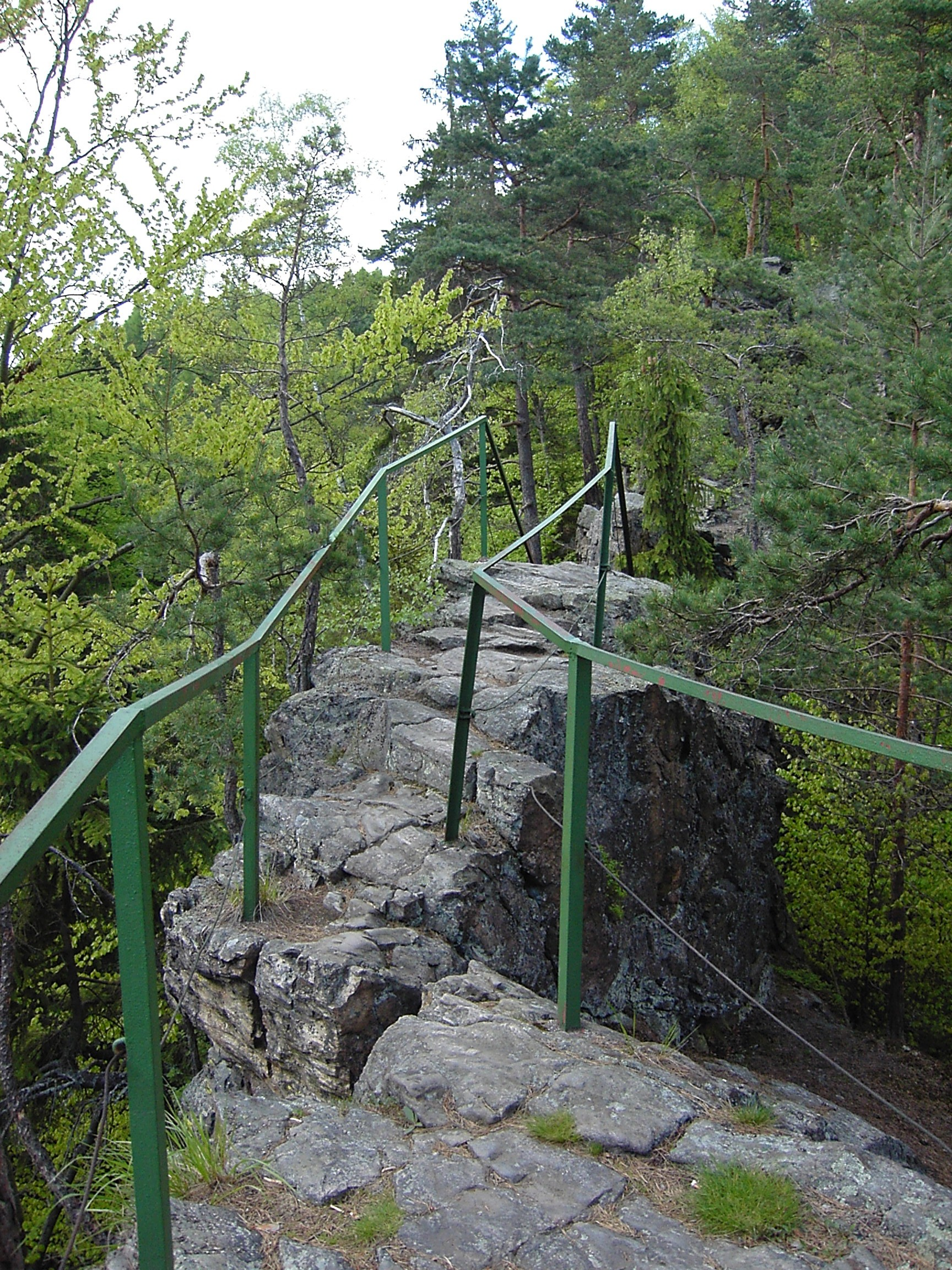
Cesta k vyhlídce na Sokolohradech
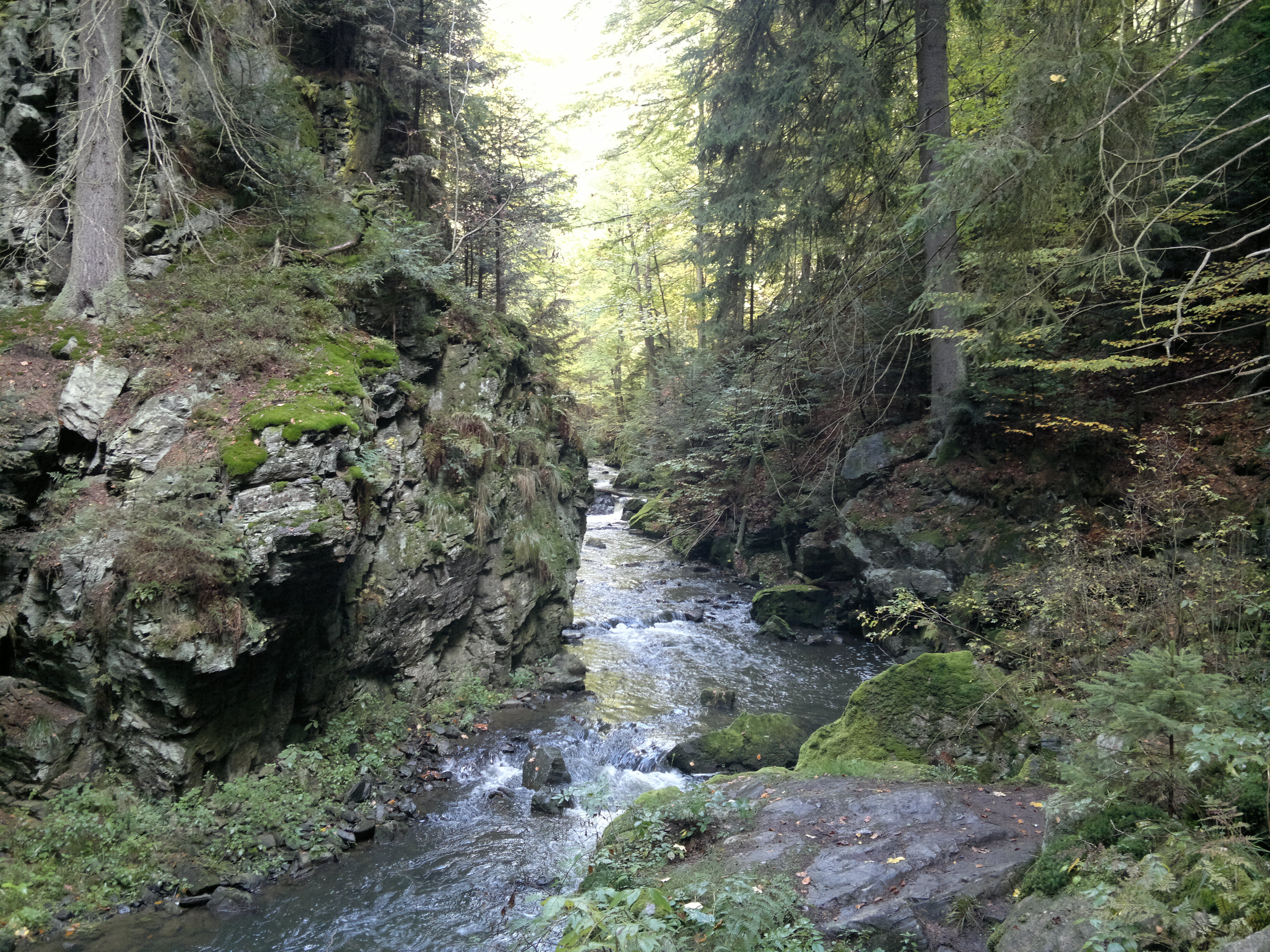
Doubrava pod hradem
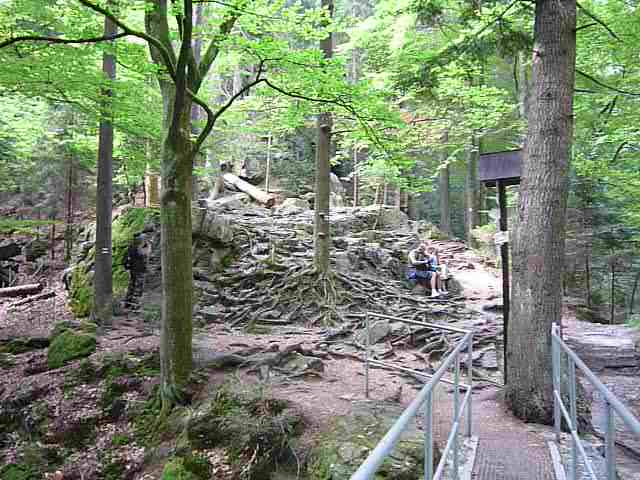
Lávka a rozcestník u řeky
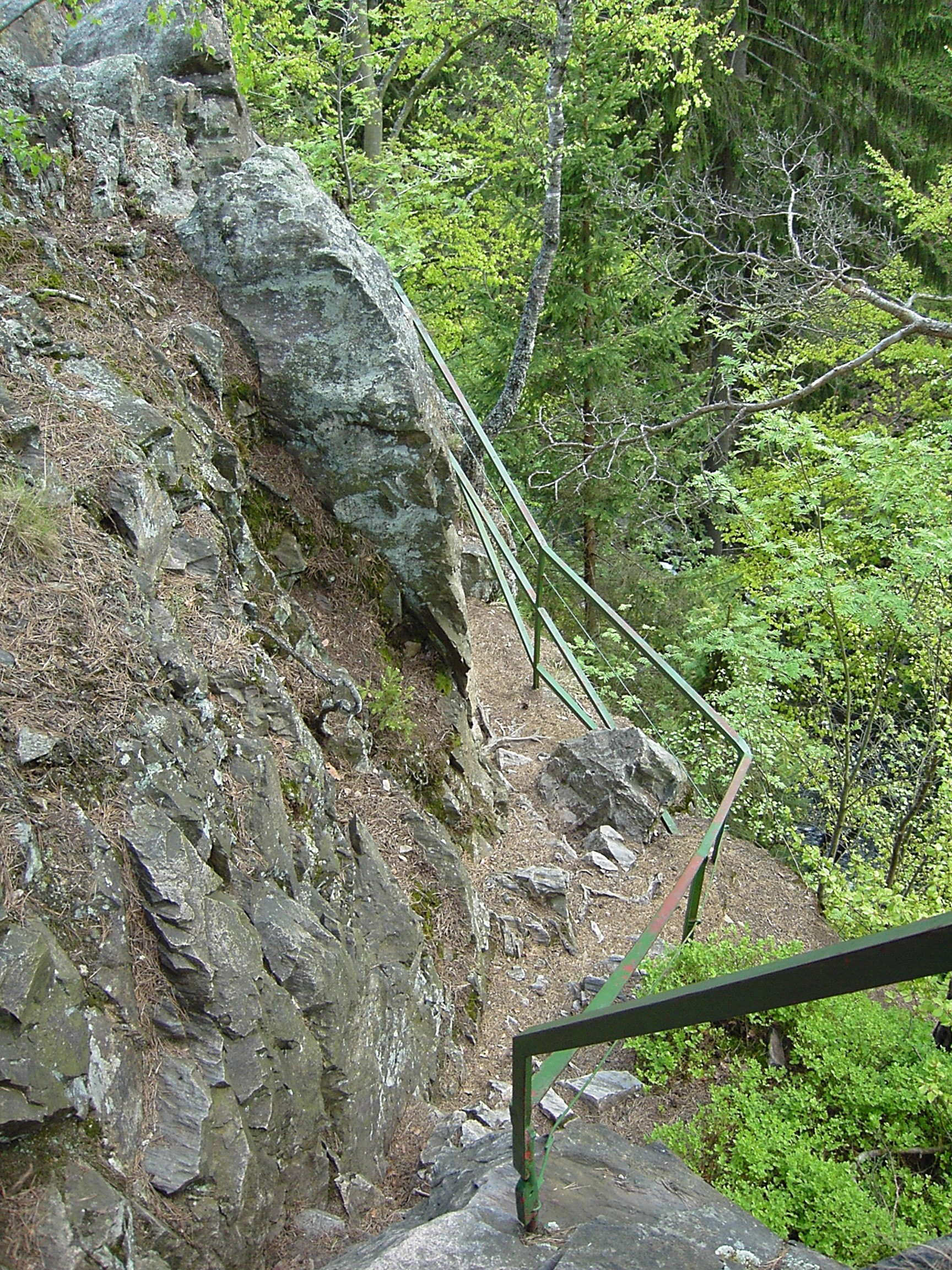
Cesta k vyhlídce na Sokolohradech